# بطولة الأمم الخمس 1962
بطولة الأمم الخمسة 1962 (بالإنجليزية: 1962 Five Nations Championship)‏ هو الموسم 68 من  بطولة الأمم الخمسة. كان عدد الأندية المشاركة فيه  5، وفاز فيه منتخب فرنسا الوطني لاتحاد الرغبي.